# 阿纳库勒乡
阿纳库勒乡（維吾爾語：ئاناركۆل يېزىسى‎，拉丁维文：Anarköl Yëzisi），是中华人民共和国新疆维吾尔自治区喀什地区巴楚县下辖的一个乡镇级行政单位。

## 行政区划
阿纳库勒乡下辖以下地区：
阿拉格尔且克村、墩买里村、阿恰勒村、库木博古孜村、曲许尔盖村、结然塔拉村、博孜买里村、诺尔贝希村、拜什吐普村、果里买里村、昆其买里村、开勒坪博孜村、胡木旦贝希村、塔拉硝尔村、阿纳库勒农场村和园艺场村。